# Frida – med hjertet i hånden
Frida – med hjertet i hånden é um filme de drama norueguês de 1991 dirigido e escrito por Berit Nesheim e Torun Lian. Foi selecionado como representante da Noruega à edição do Oscar 1992, organizada pela Academia de Artes e Ciências Cinematográficas.

## Elenco
- Maria Kvalheim - Frida
- Ellen Horn - Bente
- Helge Jordal - Karl
- Andreas Bratlie - Kristian
- Cathrine Bang - Kaisa
- Kristian Mejdell Nissen - Martin
- Jan Hårstad